# 楊駿烈
楊駿烈（?—?），贵州綏陽人，清朝政治人物。同進士出身。
乾隆十年（1745年）乙丑科進士，三甲一百六十六名，后官直隸廣平知縣。